# Petrus Wilhelmi de Grudencz
Petrus Wilhelmi de Grudencz, polnisch: Piotr Wilhelmi z Grudziądza (* 1392 in Graudenz (Grudziądz); † um 1480) war ein in Preußen geborener Komponist und Dichter.

## Leben
Petrus Wilhelmi de Grudencz begann 1418 ein Studium an der Universität Krakau, das er 1430 als Magister abschloss. Danach verließ er Krakau und hielt sich vermutlich in Wien und der Region von Basel auf. In den 1440er Jahren war er cappellanus am Hof König Friedrichs III. Danach ging er nach Böhmen. 1448 bemühte er sich bei Bischof Peter II. Nowag in Breslau um eine Stelle als Kanonikus in Frauenburg (Frombork). 1452 unternahm er eine Reise nach Rom.
Erst seit dem 20. Jahrhundert „entdeckt“, sind seine Werke in verschiedenen, vorrangig tschechischen Quellen wie dem Kodex Speciálník, dem Franus-Kantional, dem Graduale von Chrudim und dem Glogauer Liederbuch überliefert. Es handelt sich um Motetten in lateinischer Sprache.

## Werke
- Presulis eminenciam totam
- Probleumata enigmatum
- Plaude, euge theotokos
- Predulcis eurus turbinis
- Promitat eterno
- Pregrata era
- Panis ecce / Panis ewus / Pange exul / Tantum ergo
- Prefulcitam expolitam
- Preconia etroclita
- Kyrie, fons bonitatis
- Probitate eminentem / Poditando exarare
- Presulem ephebeatum
- Phonicorum ethicorum
- Presidiorum erogatrix
- Phebus ecclipsi tumuli
- Paraneuma eructemus
- Prelustri elucencia